# Соня Ланг
Соня Ланг — канадська мовознавиця, перекладачка з англійської, французької мов та еперанто. Відома як активний член світової спільноти есперанто і творець штучних мов токі-пона та ооу.
Соня Ланг вільно володіє англійською, французькою, німецькою та малайською мовами, есперанто та токі-пона. Вона також добре розуміє фінську, голландську, мандаринську китайську, хорватську, японську, арабську, грузинську та мову інуктітут.

## Біографія
Народилася у 1978 році в Монктоні, Нью-Брансвік.
Соня Ланг виросла у двомовній сім'ї; її мати розмовляла французькою, а батько — англійською. У старшій школі та після її закінчення вона вільно володіла п'ятьма мовами, включно з есперанто. Есперанто надихнуло її на створення штучних мов.
Соня Ланг почала вивчати есперанто в середній школі та вільно ним володіла приблизно в 15 або 16 років. Спочатку вона хотіла вивчати єгипетські ієрогліфи в університеті, але натомість обрала латинську та німецьку мови. Навчання за кордоном у Німеччині дало Соні Ланг можливість подорожувати та досягати своїх «мовних мрій».
У 2001 році Соня Ланг переживала депресію та почала працювати над токі-поною, щоб спростити свої думки. У тому ж році рання версія мови була опублікована в Інтернеті і швидко набула популярності.